# Sant Serni de Noves
Sant Serni de Noves és una església del municipi de les Valls d'Aguilar protegida com a bé cultural d'interès local.

## Descripció
Atesa l'existència pretèrita d'un castell a Noves -així resulta de l'apartat següent-, és imaginable que aquesta afilada torre-campanar servís originàriament de guaita -la qual cosa és versemblant, per la situació estratègica pròxima al riu Segre-, si no decididament era un element important del castell en tant que torre principal.
Actualment és un edifici religiós d'una nau coberta amb volta de canó. Construcció rústega de pedres sense fer filades. La porta es troba al campanar, el pis baix del qual fa de vestíbul de l'església. Esmentada a l'acta de consagració de la Seu d'Urgell l'any 839.

## Història
S'esmenta "Novas" el 839. Arnau Mir de Tost comprà el castell de Noves al bisbe de la Seu i, uns anys després, el deixà en testament a la filla Letgardis i al net Gerau de Cabrera (s.XI). Al segle xvii, "Noves", amb altres llocs propers, restava inscrit en la vegueria de Puigcerdà i, essent "del senyor Rey", "diuense aquestos llochs lo segon quarter del Vescomtat de Castellbò".